# Otar Patsatsia
Pour les articles homonymes, voir Patsatsia.
Otar Patsatsia (en géorgien : ოთარ ფაცაცია), né le 15 mai 1929 et décédé le 9 décembre 2021, est un homme politique géorgien qui est Premier ministre du pays du 20 août 1993 au 5 octobre 1995.
Ancien bureaucrate communiste et directeur d'entreprise, Patsatsia dirige le cabinet géorgien, avec Edouard Chevardnadze comme chef de l'État géorgien, pendant les années de guerre civile et de crise économique. Sa nomination au poste de Premier ministre est une tentative pour apaiser les partisans du président Zviad Gamsakhourdia, militairement évincé en 1992, puisque Patsatsia est originaire de Zougdidi, la base du pouvoir des fidèles de Gamsakhourdia. Après avoir occupé un siège au Parlement de Géorgie de 1995 à 1999, il ne joue plus de rôle politique.

## Biographie

### Jeunesse et carrière
Patsatsia est né le 15 mai 1929 d’Ambako Patsatsia et Luba Patsatsia, dans le village d'Ingiri, district de Zougdidi dans la RSS de Géorgie. Formé comme ingénieur à l'Institut de technologie de Leningrad, il devient fonctionnaire du Parti communiste à Zougdidi, occupant le poste de Premier secrétaire du Comité local du Parti communiste de 1955 jusqu'à son limogeage en 1965. En 1966, il devient directeur de la Zugdidi Paper Factory, une grande entreprise, qu'il dirige pendant près de 25 ans jusqu'en 1990. Dans les dernières années de l'Union soviétique, il est élu député de 1989 à 1990 et reçoit le titre de héros du travail socialiste.

### Carrière politique
En 1992, Edouard Chevardnadze – un homme politique soviétique chevronné devenu chef de l'État géorgien peu après le renversement violent du président Zviad Gamsakhourdia – nomme Patsatsia à la tête de l'administration du district de Zougdidi qui est la principale base de pouvoir des loyalistes de Gamsakhourdia – les « zviadistes » – qui continuent leur résistance, souvent les armes à la main. La promotion par Chevardnadze de Patsatsia, un natif de Zougdidi ayant des liens étroits avec la communauté locale, est une tentative d'apaiser les partisans de Gamsakhourdia.
Après la chute du gouvernement de Tenguiz Sigoua le 5 août 1993, Chevardnadze nomme Patsatsia comme nouveau Premier ministre. Il obtient l'approbation du parlement le 20 août 1993. Il conserve son poste lors du remaniement ministériel du 7 septembre 1993. Les deux années du mandat de Patsatsia sont marquées par un environnement politique de plus en plus chaotique, de violentes luttes de pouvoir, un revers militaire dans la guerre sécessionniste en Abkhazie, une guerre civile à grande échelle avec les forces pro-Gamsakhourdia et une grave crise économique, et des accords militaires avec la Russie. Il n'est pas un réformateur et a une vision conservatrice du développement économique, par exemple sur la privatisation. Patsatsia démissionne le 5 octobre 1995 pour se présenter aux élections législatives en tant que candidat indépendant de Zougdidi, et remporte un siège majoritaire pour les quatre années suivantes.
Patsatsia est décédé le 9 décembre 2021 à l'âge de 92 ans des suites de COVID-19 lors de la pandémie de Covid-19 en Géorgie,.